# Хайнрих Распе III
Хайнрих Распе III (на немски: Heinrich Raspe III, * 1155, † 18 юли 1180) от фамилията Лудовинги, е граф на Гуденсберг в Хесен.

## Произход и управление
Той е вторият син на тюрингския ландграф Лудвиг II Железния († 14 октомври 1172) и Юта Швабска (1133 – 1191) от род Хоенщауфен, дъщеря на Фридрих II, херцог на Швабия, и полусестра на Фридрих I Барбароса (1122 – 1190), император на Свещената Римска империя.
През 1172 г. Хайнрих Распе III получава от по-големия си брат си Лудвиг III († 1190) Графство Гуденсберг в Хесен и собственостите на Рейн. Той подкрепя своя чичо Фридрих Барбароса в конфликтите му с Хайнрих Лъв и той му дава и други земи. Хайнрих подновявя замък Виндек в Господство Росбах и през 1174 г. го дава на граф Енгелберт I от Берг, със задължението да му служи против всеки освен против императора и архиепископа на Кьолн.